# Kohtla kommun
Kohtla vald är en kommun i Estland.   Den ligger i landskapet Ida-Virumaa, i den nordöstra delen av landet, 140 km öster om huvudstaden Tallinn.
Följande samhällen finns i Kohtla vald:
- Järve
- Saka